# Diócesis de Bazas
La diócesis de Bazas (en latín: Diœcesis Vasatensis) es una antigua diócesis de la Iglesia católica en Francia.
La iglesia catedral era Saint-Jean-Baptiste de Bazas.
El obispo era sufragáneo del arzobispo metropolitano de Auch.

## Historia
La diócesis fue abolida por la Constitución Civil del clero y por el Concordato de 1801. No fue restaurada. Guillermo José Chaminade pudo salir de su escondite. A pesar de su corta edad, se le confió entonces, para las diócesis de Burdeos y de Bazas, el delicado ministerio de velar por la reconciliación con la Iglesia del clero constitucional.

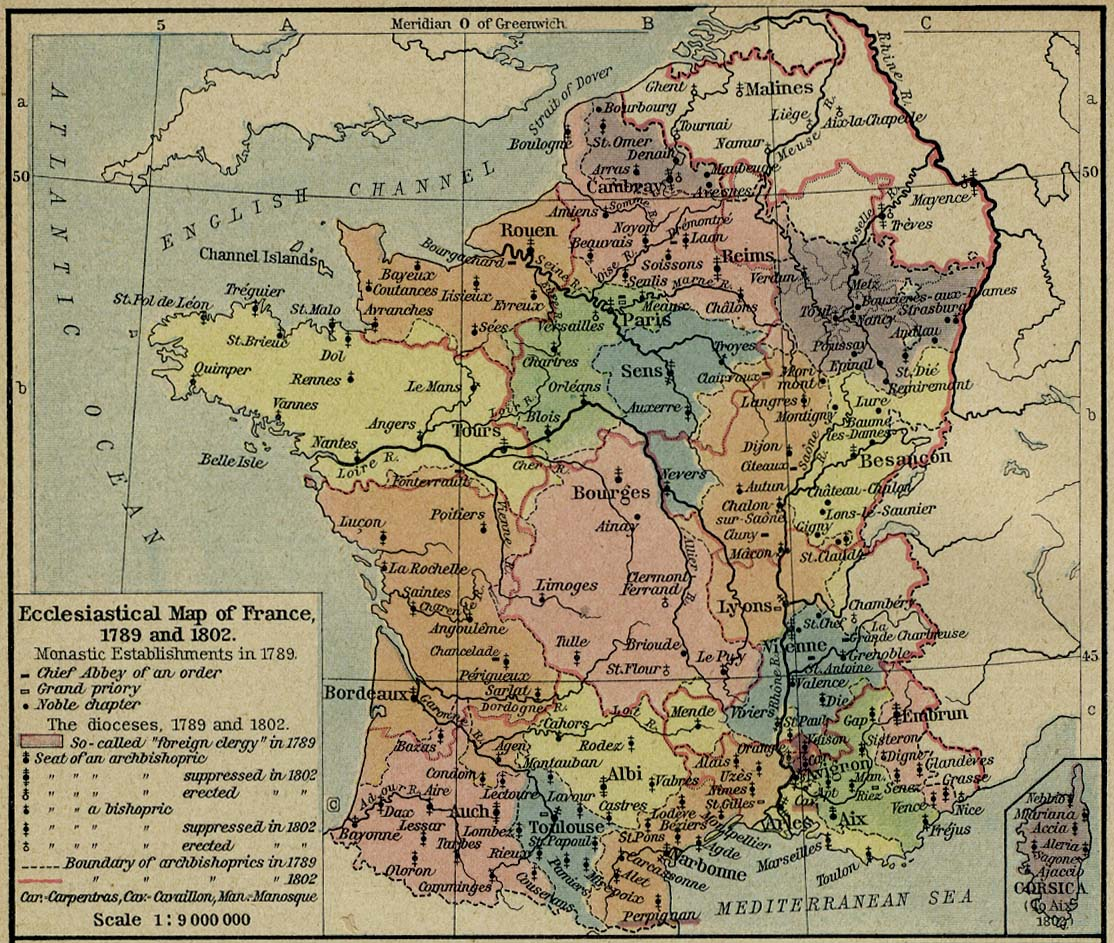
La archidiócesis de Auch y su provincia entre 1789-1802.

## Territorio

Diócesis de Francia en 1801.

La diócesis de Bazas limitaba: con la archidiócesis metropolitana de Burdeos y la diócesis de Périgueux; al este, con las de Sarlat, Agen y Condom; al sur, con la de Aire; y, al oeste, con la de Dax y la archidiócesis metropolitana de Burdeos.
En vísperas de la Revolución francesa, la diócesis comprendía 288 parroquias.
Desde el siglo XII, estaba dividido en tres arcedianos, subdivididos en arciprestes.
El arcediano de Bazas incluía a los tres arciprestazgos de Sadirac, Saint-Pierre de Cuilleron y Bernos.